# Молоток слесаря

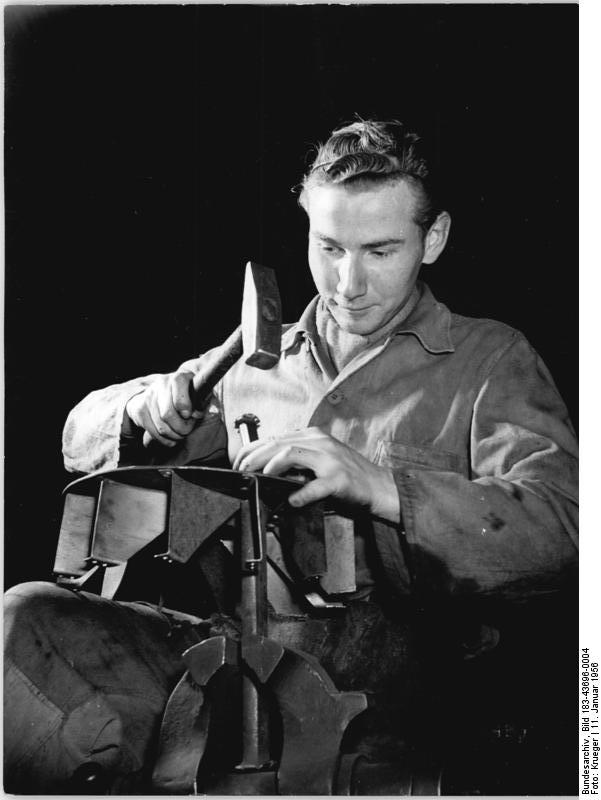

Молоток слесаря (слесарный молоток) — вид стального молотка с закалённым бойком, позволяющим наносить тяжёлые удары по твёрдым поверхностям. Тыльная часть головки молотка представляет собой тупой клин.

## Устройство
Боёк молотка имеет квадратную (клепальный молоток) или круглую форму. Тыльная часть молотка представляет собой тупой клин, который используют для холодной ковки. При клепании заклепок молотком хвост заклепки слегка расклепывается бойком, а после формируется ударами клина. Боёк слесарного молотка как правило имеет вес 300—600 грамм.

## Классификация
Слесарные молотки бывают либо обычными (с квадратным или круглым бойком), либо мягкими (незакаленные, из бронзы или меди, с резиновыми наконечниками, мягкими колпачками или вставками).